# Kubauv
Kubauv (Bubo osvaldoi) är en förhistorisk utdöd fågel i familjen ugglor inom ordningen ugglefåglar. Fågeln beskrevs 1994 utifrån subfossila lämningar funna på Kuba.